# Congolacerta
Congolacerta – rodzaj jaszczurek z rodziny jaszczurkowatych (Lacertidae).

## Zasięg występowania
Rodzaj obejmuje gatunki występujące w Ugandzie, Tanzanii, Rwandzie, Burundi i Demokratycznej Republice Konga. 

## Systematyka

### Etymologia
Congolacerta (rodz. żeński): Demokratyczna Republika Konga; łac. lacerta „jaszczurka”.

### Podział systematyczny
Do rodzaju należą następujące gatunki: 
- Congolacerta asukului Greenbaum, Villanueva, Kusamba, Aristote & Branch, 2011
- Congolacerta vauereselli (Tornier, 1902)